# الاعتراف القانوني
الاعتراف القانوني ببعض الحالات أو الحقائق في إحدى الولايات القضائية هو الإقرار الرسمي بصحتها أو قانونيتها أو استحقاقها للدراسة  وقد ينطوي على موافقة أو منح الحقوق.
على سبيل المثال، قد تتطلب إحدى الدول أو الأقاليم أن يكون الشخص متمتعًا بـ التأهيل المهني لممارسة بعض المهن كالطب على سبيل المثال. في حين أن أي مؤسسة قد تمنح التأهيل، فقط تخول المؤهلات المعترف بها من المؤسسات المعترف بها صاحب الشهادة الحق في ممارسة المهن المقيدة. وربما يتم أو لا يتم الاعتراف بالمؤهلات في ولايات قضائية أخرى. وعلى هذا النحو تقوم الدول بالتحكم في عملية الوصول وتنظيمها؛ على سبيل المثال، لا يجوز للأطباء ذوي التخصصات غير المعروفة الممارسة، وقد تكون هناك رغبة لحماية عمل السكان المحليين.
وثمّ مثال آخر وهو أن أي شخص يمكن أن يخضع لشكل من أشكال الزواج مع أي شخص أو أي شيء والادعاء بأنه متزوج. ومع ذلك، يمنح الزواج المعترف به المشارك حقوقًا معينة ويفرض عليه التزامات معينة، على سبيل المثال، إمكانية التخفيض في الضريبة المستحقة والالتزام بعدم التخلي عن الزوج وما إلى ذلك. والشخص الذي يدعي بأنه متزوج من، لنفترض، حصان، ليس لديه أي حقوق ولا أي التزامات، ويخضع لعقوبات قانونية لأي محاولة لممارسة ما يمكن أن يكون حقوق زوجية التي يتمتع بها الزواج المعترف به. وفي أوائل القرن الحادي والعشرين كان هناك الكثير من الجدل بشأن الاعتراف بـ الزواج المثلي.
ويختلف الاعتراف القانوني من ولاية قضائية إلى أخرى. فيمكن الاعتراف بالشخص كطبيب، وأنه متزوج ومطلق وذلك في إحدى الولايات القضائية؛ وعند الانتقال إلى ولاية قضائية أخرى قد لا يتم الاعتراف ببعض أو كل هذه المسائل. وفي حين أن والولاية القضائية الجديدة قد لا تعترف بالتأهيل الطبي على نحو ما، إلا أنها تسمح باستخدامه لإعطائه الحق في الحصول على دورة تأهيلية قصيرة تؤدي إلى تمتعه بالتأهيل المعترف به، أو قد تتغاضى عنه كليًا.
واعتراف دبلوماسي يُعد مفهومًا مماثلاً حيث قد تعترف بموجبه إحدى الدول بوجود دولة أخرى ككيان.